# Den of Geek
Den of Geek è un'azienda britannica del campo dei media che pubblica un sito web e un periodico specializzata sull'intrattenimento con particolare attenzione a film, televisione, videogiochi e libri.

## Storia
Den of Geek è stata fondata nel 2007 da Simon Brew a Londra. Nel 2012, DoG Tech LLC ha concesso in licenza Den of Geek per i mercati statunitense e canadese, espandendo il sito web negli Stati Uniti e aprendo un ufficio a New York City. Nel 2017, sulla base della rapida crescita di DoG Tech negli Stati Uniti e nel mondo, Dennis Publishing ha stipulato un accordo di joint venture con DoG Tech, LLC. Nel 2015, Den of Geek ha lanciato una rivista cartacea. Den of Geek Magazine è attualmente pubblicato con cadenza semestrale, con le edizioni pubblicate a luglio programmate per il San Diego Comic-Con e ottobre per il New York Comic Con. Nel 2017 è stato pubblicato il primo libro di Den of Geek, Movie Geek: The Den of Geek Guide to the Movieverse. È stato seguito nel 2019 da TV Geek: The Den of Geek Guide for the Netflix Generation.

## Contenuti
Den of Geek pubblica notizie di intrattenimento, recensioni, interviste e servizi. Raggiungendo quasi 10 milioni di lettori mensili, il sito mira a raccontare la cultura pop contemporanea dal punto di vista dei fan. Den of Geek US è supervisionato dal redattore capo Mike Cecchini, mentre l'edizione britannica del sito è curata da Rosie Fletcher. Den of Geek produce anche contenuti video quotidiani che vanno da interviste a celebrità a anteprime di intrattenimento esclusive a riprese critiche e analisi di trailer di film. I contenuti video di Den of Geek sono distribuiti tramite Dailymotion, YouTube e i social media.

## Il periodico
Den of Geek ha debuttato con la sua edizione cartacea nell'ottobre 2015 al New York Comic Con. La rivista viene pubblicata due volte all'anno e distribuita localmente al Comic Con di San Diego a luglio e al Comic Con di New York a ottobre. L'edizione cartacea è curata da Chris Longo. Nel luglio 2018, Den of Geek ha rivelato in esclusiva l'artwork del film di Aquaman sulla copertina della sua rivista Comic Con di San Diego.